# Орешко, Иван Сергеевич
Иван Сергеевич Орешко (19 января 1906 год, село Родионовка, Бахмутский уезд, Екатеринославская губерния — 6 ноября 1947 года, Ворошиловград) — партийный и государственный деятель. Член ВКП(б) с 1926 года. Депутат Верховного Совета СССР 2 созыва. Председатель Ворошиловградского областного Совета.

## Биография
Иван Орешко родился 19 января 1906 года в селе Родионовка Бахмутского уезда  Екатеринославской губернии.
Рано осиротев, работал по найму. С 12 лет начал работать учеником слесаря в Лиманском депо Северо-Донецкой железной дороги.
В 1920—1926 годах работал слесарем, помощником машиниста на железных дорогах Донбасса. Член ВКП(б) с 1926 года.
После окончания Артемовской окружной совпартшколы и годичных военных курсов в Севастополе с 1929 года работал заведующим культпропом Лиманского райкома КП(б)У, секретарем парткома Констатиновского цинкового завода, Торецкого завода имени Ворошилова в Дружковке, Часово-Ярского карьероуправления в Артемовске. В 1936 году был избран вторым секретарем Артемовского горкома КП(б)У..
В 1938 году стал вторым секретарём Старобельского окружного комитета КП(б) Украины.
С 7 июня 1938 года по 1939 год — второй секретарь Ворошиловградского областного комитета КП(б) Украины. Был снят с должности в связи с арестом. Потом был освобождён. 
В 1940 году работал начальником Ворошиловградского областного земельного отдела.
В годы Великой Отечественной войны в период немецкой оккупации выполнял специальные задания ЦК ВКП(б).
С августа 1943 года по 6 ноября 1947 года председатель Исполнительного комитета Ворошиловградского областного Совета.
С 1946 года по 6 ноября 1947 года депутат Верховного Совета СССР 2 созыва.
6 ноября 1947 года погиб в автокатастрофе в Ворошиловграде.

## Память
В 1957 году в Луганске на площади Революции была установлена надгробная плита.

## Награды
Был награжден медалями «Партизану Отечественной войны» 1 степени, «За победу над Германией», «За доблестный труд в Великой Отечественной войне».